# جبل شبيث
جبل شبيث هو جبل يقع إلى الجنوب الشرقي من مدينة حلب في شمال سورية. تحد بادية الشام الجبل من ناحيته الجنوبية والشرقية، بينما يحده من الغرب سهل خناصر ومن الشمال بحيرة الحمرات. تضاريس الجبل صخرية وغطاؤه النباتي قليل.